# Ryczów (województwo małopolskie)

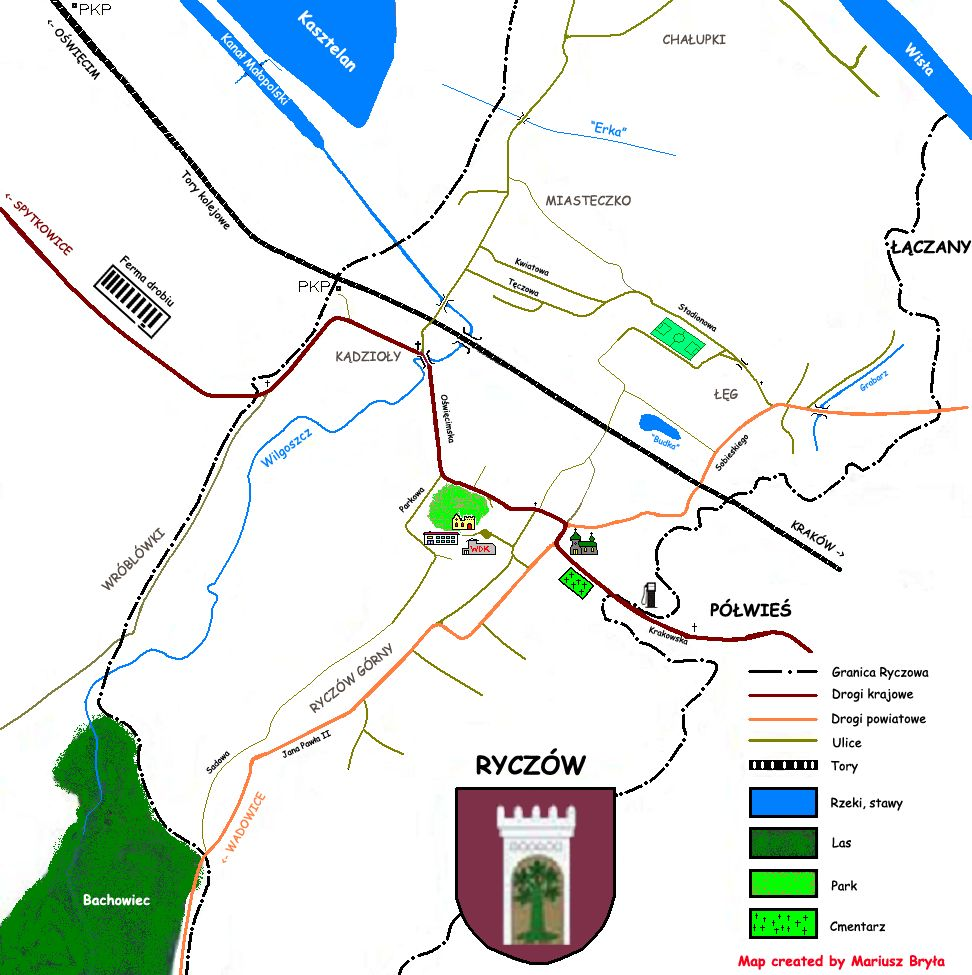
Poglądowy plan Ryczowa

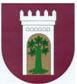
Nieoficjalny herb wsi Ryczów

Ryczów – wieś w Polsce położona w województwie małopolskim, w powiecie wadowickim, w gminie Spytkowice W roku 2021 Ryczów liczył 2603 mieszkańców.

## Położenie
Ryczów podzielony jest na dwie części. Południowa leży w obrębie Pogórza Wielickiego, północna zaś w dolinie Wisły (Brama Krakowska).
Najwyższy punkt wsi to około 345 m a najniższy jest położony o ponad 100 m niżej.
Przez wieś przebiega droga krajowa nr 44 (Gliwice - Kraków) i linia kolejowa nr 94 Kraków Płaszów – Oświęcim.
Na północnym krańcu, przez przysiółek o nazwie Chałupki przepływa rzeka Wisła.

## Integralne części wsi
| SIMC    | Nazwa      | Rodzaj     |
| ------- | ---------- | ---------- |
| 0067850 | Chałupki   | przysiółek |
| 0067790 | Dół        | część wsi  |
| 0067808 | Góra       | część wsi  |
| 0067814 | Kądzioły   | część wsi  |
| 0067866 | Łęg        | przysiółek |
| 0067872 | Na Górkach | przysiółek |
| 0067889 | Pastwiska  | przysiółek |
| 0067820 | Resztówka  | część wsi  |
| 0067837 | Skotnica   | część wsi  |
| 0067843 | Ulica      | część wsi  |

## Historia
Założony na początku XIV wieku przez cystersów z Krakowa. Parafię erygowano w 1436 roku.
Wieś duchowna, własność Opactwa Cystersów w Mogile położona była w drugiej połowie XVI wieku w powiecie śląskim województwa krakowskiego. 
Dnia 1 września 1933 roku doszło do napadu rabunkowego na plebanię w Ryczowie, podczas którego zamordowano proboszcza ks. Piotra Maika. Łupem bandytów padło 600 złotych. Ciężko ranny proboszcz został przewieziony do Krakowa, gdzie zmarł z odniesionych ran.
W latach 1945–1954 istniała gmina Ryczów. W latach 1975–1998 miejscowość położona była w województwie bielskim.

## Zabytki
Obiekty wpisane do rejestru zabytków nieruchomych województwa małopolskiego.
- Dwór;
- park dworski;
- kościół – przeniesiony do skansenu w Wygiełzowie.

## Galeria zdjęć

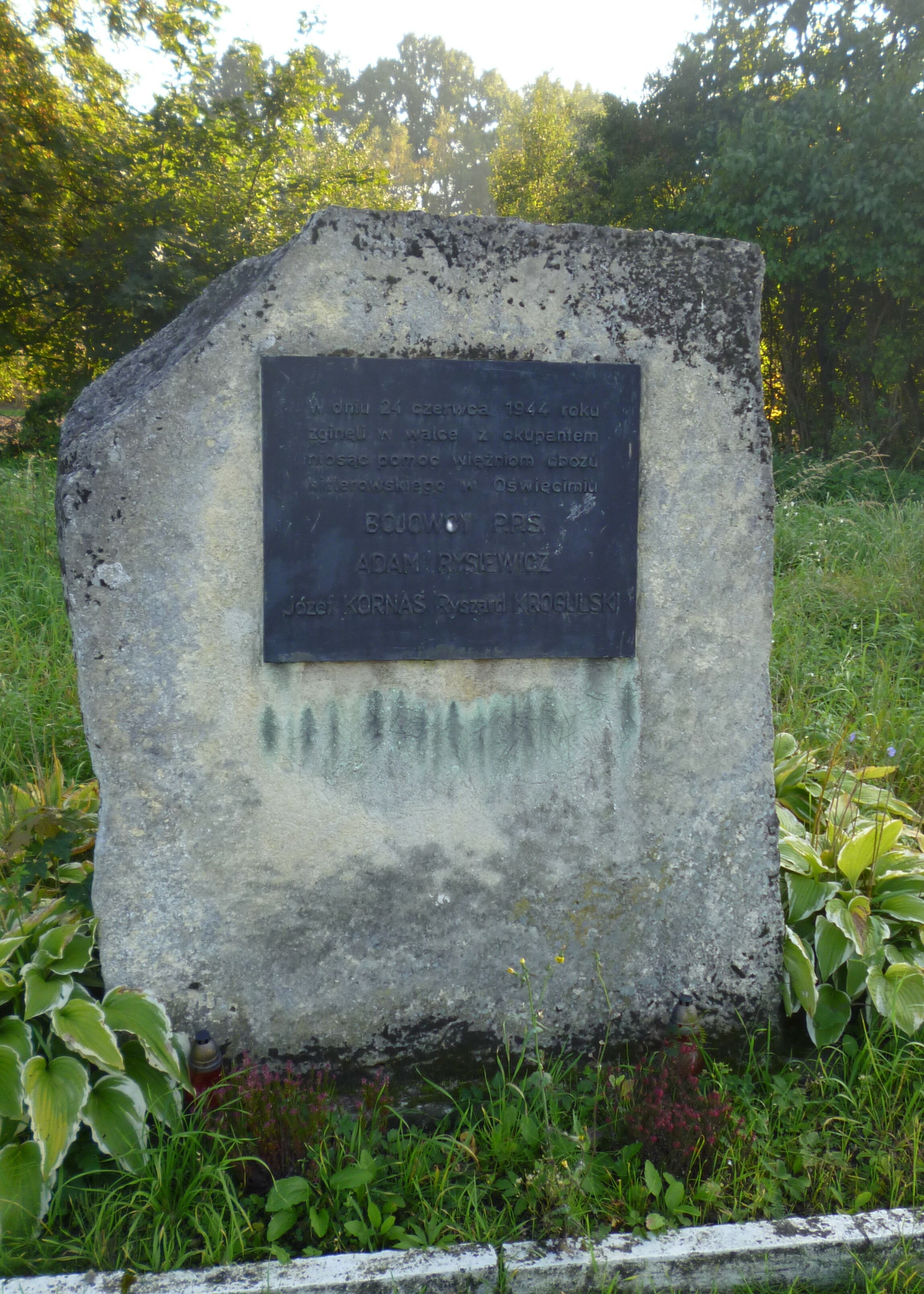
Pomnik obok stacji kolejowej w Ryczowie
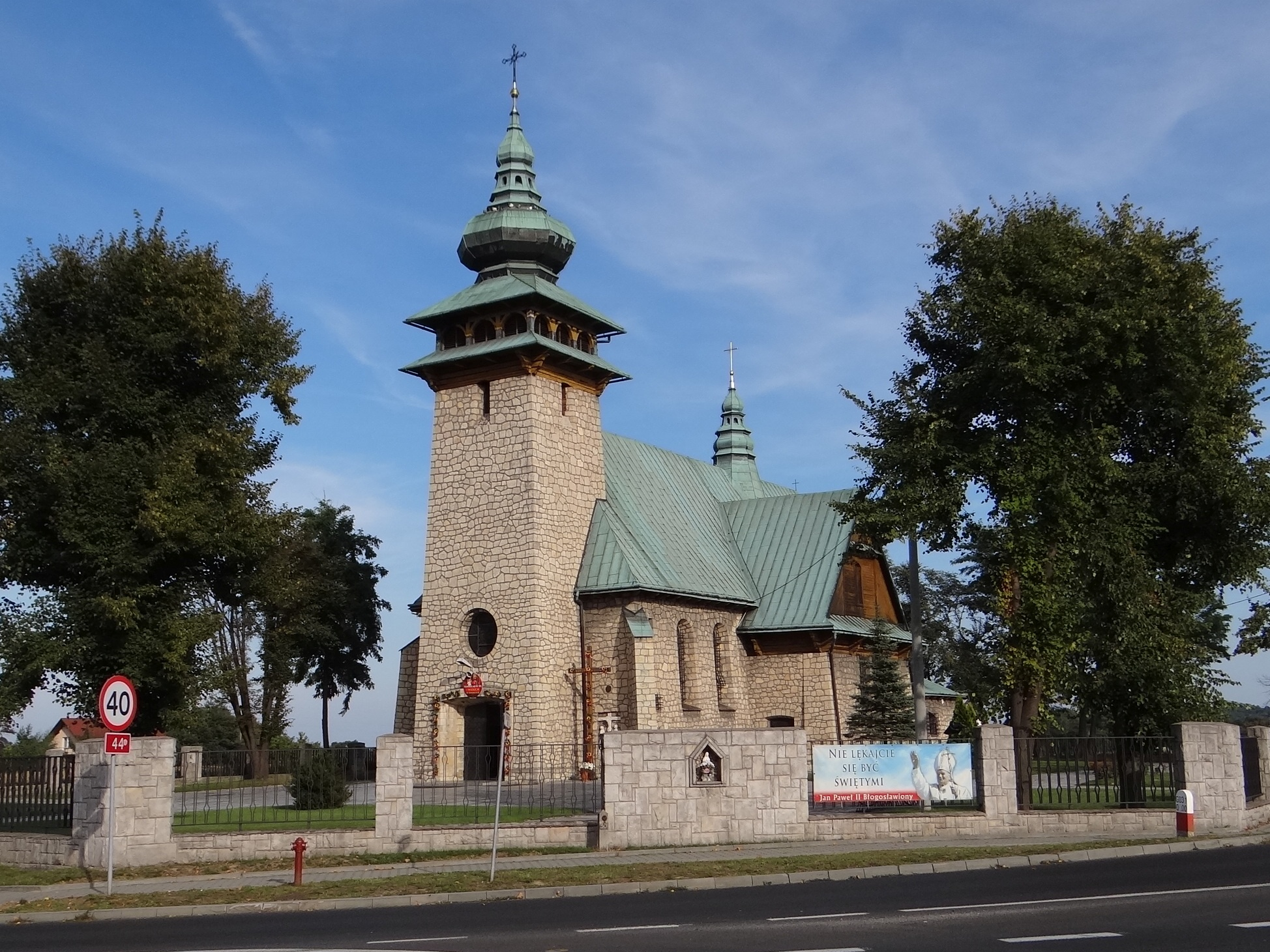
Kościół w Ryczowie
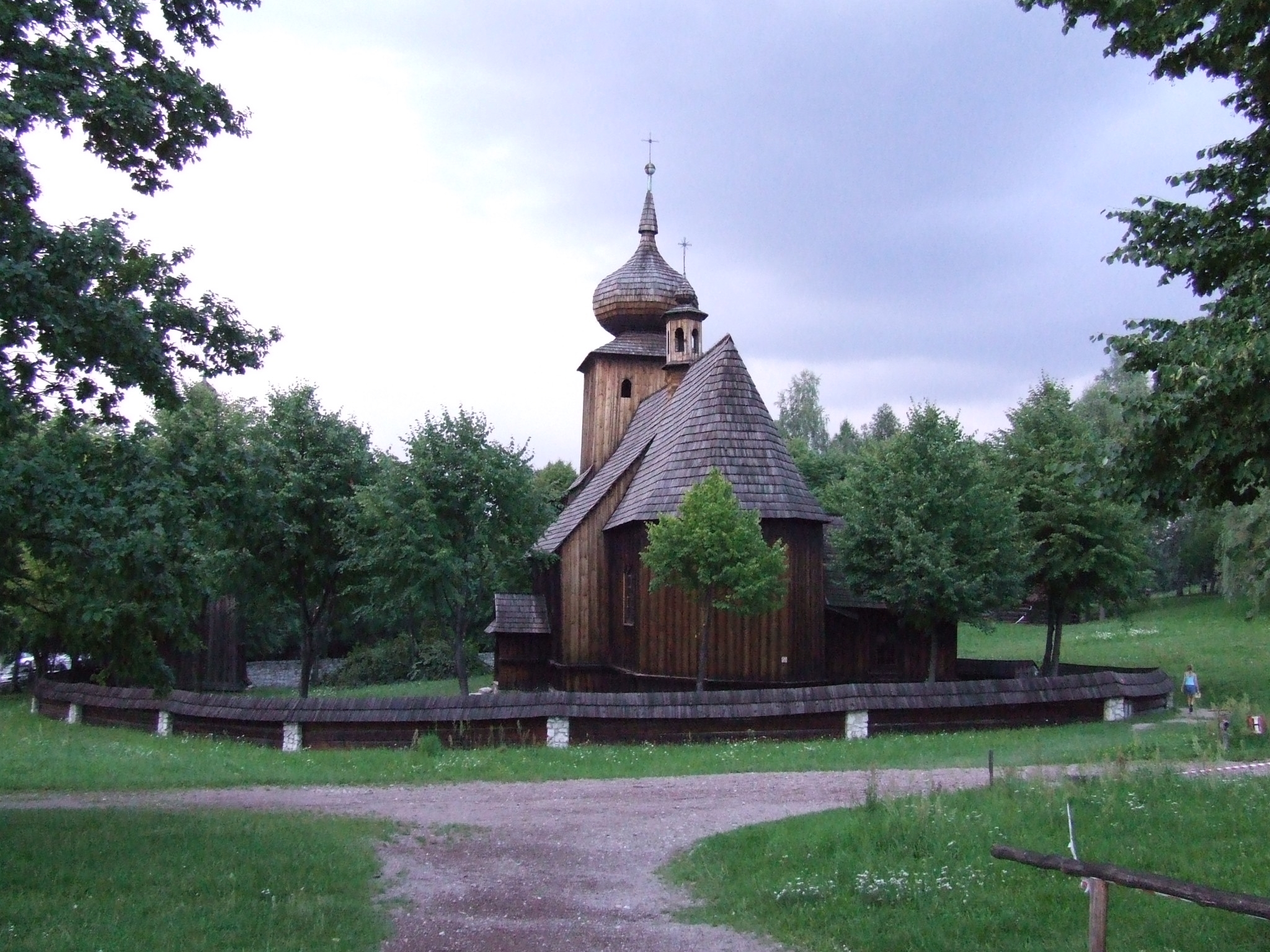
Kościół z Ryczowa – obecnie w Nadwiślańskim Parku Etnograficznym
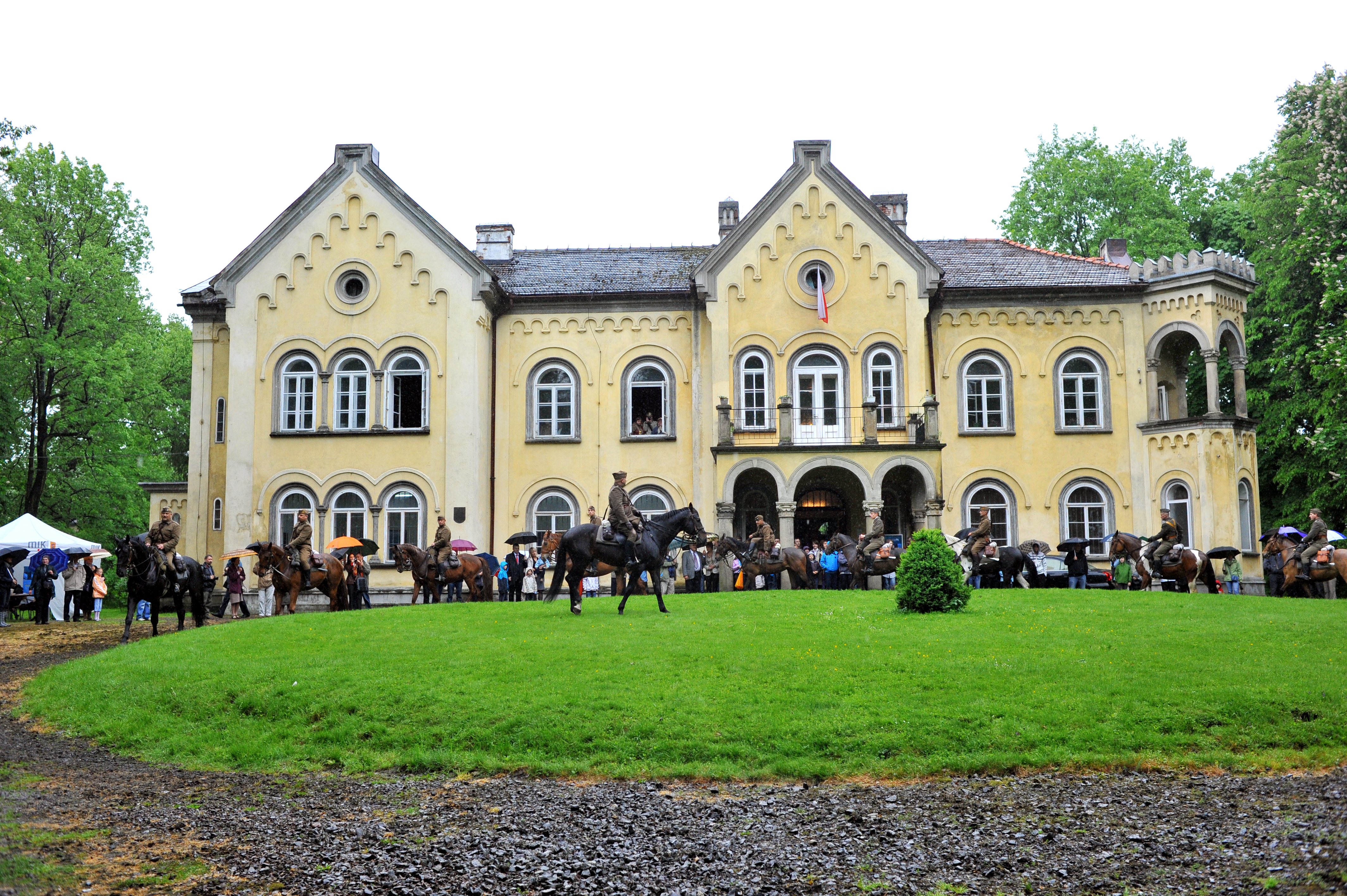
Pałac w Ryczowie

## Oświata
W Ryczowie istnieje Zespół Szkolno-Przedszkolny im. Tadeusza Kościuszki.

## Sport
We wsi działa klub sportowy Orzeł Ryczów.